# Musique string
 (juin 2014).
Si vous disposez d'ouvrages ou d'articles de référence ou si vous connaissez des sites web de qualité traitant du thème abordé ici, merci de compléter l'article en donnant les références utiles à sa vérifiabilité et en les liant à la section « Notes et références ».
La musique string (thaï : เพลงสตริง, ou pop thaïlandaise) est un style de musique thaïlandaise à peu près équivalent à la musique pop occidentale. Apparue durant les années 1970, elle domine l'industrie musicale thaïlandaise depuis les années 1990. Sa définition est extrêmement large, englobant maintenant des styles variés tels le rock thaïlandais, la dance, le hip-hop, le rap et toutes les musiques thaïlandaises influencées par l'occident. Elle exclut normalement la musique folk-rock engagée phleng phuea chiwit (en) (les chansons pour la vie).
Quelques artistes de la musique string :
- Tool Thongjai
- Bird McIntyre
- Tata Young
- Loso
- Joey Boy
- Lanna
- Big Ass
- Palmy
- Potato
- Bodyslam
- Thaitanium
- Fahrenheit
- D2B